# 老派发音
老派发音是指同一地区同一种语言/方言里，现使用人员中年龄较大的人群（一般定义为老年）的发音。与新派发音对应。要描述比老派发音使用者年龄更大的人群的发音，可使用“老老派”发音等称呼。

## 描述
老派发音与新派发音之间的区别有大有小，但都可以反应该语言/方言现阶段的变化轨迹。老派发音与新派发音差别较小的例子如北京话；差别较大的例子如南京话，新派发音已大面积存在着“促声舒化”这种老派发音见不到的语音特点。
同一地区老年人和青年人使用不同的语言/方言，这一现象并不被属于老派/新派发音的范畴。